# Obsessed (Mariah Carey-dal)
Az Obsessed Mariah Carey amerikai popénekesnő első kislemeze tizenkettedik, Memoirs of an Imperfect Angel című stúdióalbumáról. A dalt Carey, The-Dream és Christopher Stewart írták, és 2009. június 16-án küldték el az amerikai rádióadóknak. Az album megjelenését szeptember 29-re tűzték ki.
A dal júliusban a Billboard Hot 100 slágerlista 11. helyén nyitott, ezzel 1998 óta Carey legmagasabban nyitó dala. Élőben először augusztus 5-én adta elő, az America's Got Talent műsorban.

## Megjelentetése
Carey 2009. június 9-én a Twitteren jelentette be, hogy a Memoirs of an Imperfect Angel első kislemeze az Obsessed lesz és a következő kedden, június 16-án küldik el a rádióknak. Azt is kijelentette, hogy ez egyik kedvenc dala. A dalt gyors tempójú, szórakoztató nyári felvételként jellemezte, és azt mondta, bár szeretett volna egy lassú dalt kiadni, mégis az Obsessedre esett a választás, mert szórakoztató nyári pillanattal akarta útjára indítani az albumot. A Twitteren ezt írta róla: „Más, de akkor is annyira jellemző rám!” A dalt június 16-án elküldték a rádióknak, elsőként a chicagói B96 játszotta le, délután kettőkor. A dal hivatalos remixe, melyben Gucci Mane rapper is közreműködik, ugyanezen a napon jelent meg.
A dal megjelenése után már pár órával felmerült, hogy a dal célpontja Eminem, és az Obsessed válasz az ő Bagpipes from Baghdad című dalára, melyben Mariah férjét, Nick Cannont gúnyolja, és azt mondja neki, álljon félre az útból, mert Mariah Eminemé. A MTV szerint Carey a dalban drogproblémákra céloz, Eminem pedig hatodik stúdióalbumán, a Relapse-en bevallotta, hogy voltak gondjai a droggal.
Eminem válaszként kiadta The Warning című dalát, melyben figyelmezteti Mariaht, hogy vannak hangfelvételei közös telefonbeszélgetéseikről, és közzé fogja tenni őket, amennyiben Mariah tovább kritizálja. Arra is célzott, hogy viszonyuk volt. (Mariah és Eminem első dalcsatája 2002-ben zajlott, amikor a rapper Superman című dalára az énekesnő Clown című dalával válaszolt.)
Az MTV Newsnak adott interjújában Nick Cannon kijelentette: „Őszintén szólva azért csinálta ezt a dalt, mert nagyon szereti azt a filmet, a Bajos csajokat, és abban van egy sor, az egyik lány azt mondja, Why are you so obsessed with me? [Miért vagy ennyire rám akadva?] Ezt mondja a dal elején, innen jött a dal ötlete. De, mint tudják, a művészet az életet utánozza.” Azt is kijelentette, hogy Carey nem tart haragot.

## Fogadtatása
A dal fogadtatása a vegyestől a pozitívig terjed. Daniel Kreps, a Rolling Stone munkatársa szerint „a közepes tempójú dal zeneileg és szövegét illetően is máris magával ragadóbb, mint az E=MC² kislemezdalai”. Glenn Gamboa azt írta a Newsday zenei rovatában, hogy Carey valószínűleg nehezen tartja vissza a nevetést, miközben sérteget. Az MTV többek közt csillogónak nevezte a dalt, Bob Burke az FMQB-tól azt írta, hogy „Nem kétség, hogy Mariah úgy képes énekelni, ahogy senki más, de néha a kevesebb több, ahogy ebben a dalban is, amitől rajongói minden bizonnyal megszállottak lesznek.” A Boston Herald az évad leendő nagy sikerének nevezte a dalt. A Billboard is pozitívan írt a dalról, megjegyezte, hogy „Carey remek beszólogatós dalt írt”, és ez lehet a 19. listavezető dala. A dal a People magazinban a hét dala lett, nyáriasnak írták le. Nicole Frehsee a Rolling Stone-tól azt írta, hogy
„A dal nem fitogtatja Mariah híres hangszálait, a szintetikus hangok váltják fel azokat a magas C-ket, de a dal a nyár legfülbemászóbb zaklatók elleni himnusza.”
A Los Angeles Timestől vegyes kritikát kapott. Írója szerint „bár Mimi tüzesebb, mint amit megszoktunk, a jelenlegi trendekhez formálták”, és a dal „újra eladható termékké teszi őt”. Bill Lamb, az About.com munkatársa is kritizálta a dalt, felejthetőnek nevezte, és szerinte Careynek erősebb első kislemezt kellett volna kiadnia a Memoirs of an Imperfect Angelről.
A Digital Spy pozitív felé hajló vegyes kritikával illette a videóklipet. „Nem olyan nevetséges, mint vártuk, és Mariah egyre azt állítja, hogy a zaklató, akit alakít, nem konkrét személy, de az 'Obsessed' videóklipje így is elég élvezhető.” A Los Angeles Times is vegyes fogadtatásban részesítette a dalt. „Ahelyett, hogy a dal csípős odamondogatásait hangsúlyozná, a klip betekintést enged a gazdagok és híresek belső szentélyébe. De Carey így is megkapja az áhított bosszút, bár a tömegközlekedés segítségével, elég hirtelen és kellemetlen szájízt hagyó végződéssel.”
Az Obsessed a Billboard Hot R&B/Hip-Hop Songs slágerlista 52. helyén nyitott, legmagasabb helyezése a 11. lett. Ez carey 48. dala ezen a listán; ezzel a második helyen áll az 1990-es és 2000-es években legtöbb listás dallal rendelkező női előadók közt, az első Mary J Blige. A Pop 100 Airplay listán a 68. helyen nyitott július 4-én. A Bubbling Under Hot 100 13. helyén nyitott és az elsőig jutott. A megjelenése utáni első héten 119 266-an töltötték le, ezzel a 6. lett a Billboard Hot Digital Songs slágerlistán; az újonnan felkerülő dalok közül a 2. legmagasabb helyre került. A fő, Billboard Hot 100 slágerlistán a 11. helyen nyitott, ezzel az 1998-ban megjelent My All óta Carey legmagasabban nyitó száma. Ez carey negyvenedik listás száma ezen a listán, ezzel egyike annak a nyolc női előadónak, akinek 40 vagy több dala került fel rá a Billboard Hot 100 történelmében. A Billboard Radio Songs listán a 7. helyig jutott.
Augusztus 11-én Carey hivatalos oldalán bejelentették, hogy a kislemez CD formátumban kapható lesz az Egyesült Államokban, a Wal-Mart üzleteiben. Ezzel 2002 óta ez Carey első dala, ami kereskedelmi forgalomba kerülő kislemezen megjelenik az USA-ban. Több Wal-Mart üzletben a kislemezt véletlenül a kitűzött megjelenési időpont előtt árusítani kezdték, és annyi példány kelt el belőle, hogy már a hivatalos megjelenése előtt egy héttel az első helyen nyitott a Billboard Hot Singles Sales slágerlistán. Az Obsessed Mariah tizedik listavezető dala ezen a listán.
Ez Carey 29. dala a Pop Songs/Mainstream Top 40 rádiós slágerlistán, ahol a dal a 39. helyen nyitott. A lista csaknem tizenhét éves történetében továbbra is ő a legtöbb listás dallal rendelkező előadó, most már hárommal előzi meg a második helyezett Madonnát.
Ausztráliában a dal a 13. helyig jutott a slágerlistán, ezzel magasabbra került, mint az előző album első kislemeze, a Touch My Body, ami a 17. helyig jutott 2008-ban.

## Videóklip
A dal videóklipjét Brett Ratner rendezte és 2009. június 28-tól június 29-ig forgatták. A klipben Carey saját magát és az őt mindenhová követő megszállott rajongót is alakítja; a rajongó alakításához férfiruhát és álszakállat visel. A dalnak a remixéhez is készült videóklip, ez hasonló, de Gucci Mane is szerepel benne. Carey bejelentette a Twitteren, hogy a klip premierje az America's Got Talent műsor július 15-i adásában lesz. A műsorban azonban a teljes klip helyett csak két percnyit mutattak be belőle; az egész klipet elsőként a Yahoo! Music adta le ugyanezen a napon.
Brett Ratner rendező így nyilatkozott az MTV-nek: „Nem Eminemről szól; nem úgy gondolkodtunk, hogy 'Na, találjunk egy Eminem-hasonmást'”. Elmondta, hogy eredetileg azt akarta, a rajongót Ellen DeGeneres játssza. „Nem beszéltünk Eminem-hasonmásokkal. Jó pletyka, de nem hiszem, hogy igaz. Nem tudom. Sosem kérdeztem, de amikor Ellent javasoltam, akkor jött az ötlet. [A klipet] Egy kedvenc filmem ihlette, a King of Comedy, ahol Sandra Bernhard Jerry Lewist üldözi érdeklődésével. Ezért akartam, hogy New Yorkban forgassuk” – mondta Ratner. Hozzátette, hogy „Mariah imádja a Bajos csajokat” és hogy szerinte vicces, amikor a rajongót elüti a busz, mint a filmben. Carey szerepelt a 106 & Park július 23-ai adásában, hogy bemutassa a remix klipjét.
A videóklipben Careyt folyton követi egy szürke pulóvert viselő férfi (őt szintén az énekesnő alakítja, férfinak maszkírozva, álszakállal). Több jelenetben Carey igyekszik elkerülni a rajongót, miközben fotózásra megy. Mutatják a férfi szobáját is, ahol különféle, Mariah-val kapcsolatos tárgyakból (poszterek, magazinok) hatalmas gyűjtemény található. A klip végén Carey a limuzinjára vár a hotelnél, rajongója pedig próbálja lefényképezni, de egy busz elüti. Ez a jelenet utalás a 2004-ben megjelent Bajos csajok című filmre, amiben Mariah is szerepelt, és ahonnan a dal elején elhangzó mondat is származik.

## Remixek
A hivatalos remix Gucci Mane közreműködésével készült és az eredeti változattal egy napon jelent meg. Cajjmere Wray torontói remixer, DJ és a 103.9 PROUD FM rádió műsorvezetője is remixelte az Obsessedet, mert saját bevallása szerint első hallásra beleszeretett a dalba. A chicagói Jump Smokers szintén remixelték a dalt, és nagy megtiszteltetésnek tartották, hogy az énekesnővel dolgozhattak.

### Hivatalos változatok
- Obsessed
- Obsessed (Burning Anthem Edit)
- Obsessed (Burning Anthem Mix)
- Obsessed (Cahill Radio Mix) *
- Obsessed (Cahill Club Mix)
- Obsessed (Cahill Dub)
- Obsessed (Friscia & Lamboy Radio Mix) *
- Obsessed (Friscia & Lamboy Club Mix)
- Obsessed (Friscia & Lamboy Piano Dub)
- Obsessed (Instrumental Mix)
- Obsessed (Jump Smokers Radio Edit) *
- Obsessed (Jump Smokers Club Edit)
- Obsessed (Remix featuring Gucci Mane)
- Obsessed (Seamus Haji & Paul Emanuel Radio Edit) *
- Obsessed (Seamus Haji & Paul Emanuel Club Edit)
- Obsessed (Seamus Haji & Paul Emanuel Club Mix)
- Obsessed (Seamus Haji & Paul Emanuel Dub)
- Obsessed (Super Clean Mix)

A csillaggal jelölt remixek szerepelnek az album Special Edition kiadásának bónuszlemezén.

## Megjelenési dátumok
| Régió                     | Dátum                    | Formátum                          | Kiadó             |
| ------------------------- | ------------------------ | --------------------------------- | ----------------- |
| Amerikai Egyesült Államok | 2009. június 16.         | Urban contemporary rádiós játszás | Island            |
| Amerikai Egyesült Államok | 2009. július 6.          | Letöltés                          | Island            |
| Amerikai Egyesült Államok | 2009. július 21. (remix) | Letöltés                          | Island            |
| Amerikai Egyesült Államok | 2009. július 27.         | Top 40 Mainstream rádiós játszás  | Island            |
| Amerikai Egyesült Államok | 2009. augusztus 11.      | CD kislemez                       | Island            |
| Amerikai Egyesült Államok | 2009. augusztus 25.      | Vinyl kislemez                    | Island            |
| Olaszország               | 2009. június 19.         | Rádiós játszás                    | Universal Music   |
| Világszerte               | 2009. július 6.          | Letöltés                          | Island, Universal |
| Egyesült Királyság        | 2009. július 28. (remix) | Letöltés                          | Mercury, Island   |
| Egyesült Királyság        | 2009. szeptember 6.      | Letöltés                          | Mercury, Island   |
| Franciaország             | 2009. szeptember 14.     | CD kislemez                       | Island, Universal |

## Helyezések
| Slágerlista (2009)                       | Legmagasabb helyezés |
| ---------------------------------------- | -------------------- |
| Ausztrál ARIA kislemezlista              | 13                   |
| Belgia Ultratop kislemezlista (Vallónia) | 20                   |
| Belga Ultratop slágerlista (Flandria)    | 14                   |
| Brit kislemezlista                       | 52                   |
| Brit R&B slágerlista                     | 15                   |
| Cseh rádiós slágerlista                  | 11                   |
| Eurochart Hot 100 kislemezlista          | 28                   |
| Francia kislemezlista                    | 8                    |
| Holland Top 100 kislemez                 | 61                   |
| Japán Hot 100                            | 16                   |
| Kanadai Hot 100                          | 15                   |
| Olasz kislemezlista                      | 6                    |
| Svájci kislemezlista                     | 67                   |
| USA Billboard Hot 100                    | 7                    |
| USA Billboard Hot R&B/Hip-Hop Songs      | 12                   |
| USA Billboard Hot Dance Club Songs       | 1                    |
| Új-zélandi kislemezlista                 | 21                   |